# Lucas Alves de Araujo
Lucas Alves de Araujo (sinh ngày 22 tháng 7 năm 1992), còn được gọi là Lucas Alves hay Lucão,  là một cầu thủ bóng đá người Brasil thi đấu cho câu lạc bộ Thép Xanh Nam Định.

## Sự nghiệp
Lucas Alves trưởng thành ở các đội bóng có tiếng ở Brasil như Corinthians, Flamengo SP trước khi chuyển nhượng tới thi đấu ở Đức, Thụy Sỹ, Ả Rập Saudi, Bồ Đào Nha, Romania.
Ngày 7 tháng 2 năm 2024, câu lạc bộ Thép Xanh Nam Định thông báo chiêu mộ thành công ngoại binh Lucas Alves de Araujo.

## Danh hiệu
Luzern
- Swiss Cup: 2020–21

Thép Xanh Nam Định
- V.League 1: 2023–24